# Saman Ghoddos
Seyed Saman Ghoddos (Malmö, 6 settembre 1993) è un calciatore svedese naturalizzato iraniano, centrocampista o attaccante dell'Ittihad Kalba e della nazionale iraniana.

## Caratteristiche tecniche
Dotato di buona tecnica e freddezza in fase realizzativa, è in grado di giocare sia da trequartista che da prima punta e da ala.

## Carriera

### Club

#### Inizi
Nato a Oxie, area urbana della città di Malmö, da genitori iraniani, Ghoddos è cresciuto in squadre del circondario come BK Vången, FC Malmö e Limhamn Bunkeflo. Proprio con il Limhamn Bunkeflo ha esordito in prima squadra, partecipando a due campionati di Division 1.
Nel frattempo aveva iniziato a lavorare come operatore di telemarketing per una compagnia telefonica. Prima dell'inizio della stagione 2013 viene contattato dal Trelleborg, squadra appena retrocessa in Division 1. Qui ha giocato 18 partite segnando una rete, con i biancoblu che chiudono al terzo posto in classifica.
Nel febbraio 2014 il ventenne Ghoddos è salito di categoria superando un provino con il Syrianska, formazione reduce dalla retrocessione in Superettan. Nel corso della stagione 2015 (chiusa con 8 reti in 25 partite, miglior marcatore dei giallorossi) è stato oggetto di interesse da parte di alcuni club nazionali ed esteri, ma a fine stagione ha trovato un accordo con l'Östersund, club che si apprestava a disputare il suo primo campionato nella massima serie.

#### Östersund
Alla prima partita in Allsvenskan, giocata il 4 aprile 2016 sul campo dell'Hammarby, Ghoddos ha segnato il primo storico gol dell'Östersund nella massima serie, fissando il punteggio sul definitivo 1-1. Il 22 ottobre ha giocato nella sua città natale Malmö, realizzando una doppietta nella vittoria per 3-0 contro i futuri campioni di Svezia del Malmö FF. Ha chiuso la stagione 2016 con 10 reti in 27 partite di campionato, miglior marcatore della squadra.
Il 13 aprile 2017 ha fissato il risultato della finale di Coppa di Svezia 2016-2017 sul definitivo 4-1 per i rossoneri contro l'IFK Norrköping. La vittoria in coppa ha permesso alla sua squadra di partecipare per la prima volta all'Europa League: all'esordio europeo, Ghoddos ha portato in vantaggio l'Östersund contro il Galatasaray nella gara d'andata, contribuendo al passaggio del turno anche nella sfida di ritorno con un rigore procurato a Istanbul. Dopo aver avuto la meglio al terzo turno sui lussemburghesi del Fola Esch, l'Östersund è riuscito ad accedere alla fase a gironi proprio grazie a una doppietta di Ghoddos contro il PAOK Salonicco, per il 2-0 che ha ribaltato il 3-1 patito all'andata in Grecia.

#### Amiens
Nell'estate 2018 è stato oggetto di una travagliata sessione di calciomercato: gli spagnoli dell'Huesca sostenevano che Ghoddos avesse firmato con loro (minacciando di portare il caso alla FIFA), ma il 23 agosto 2018 il giocatore è stato ufficializzato dai francesi dell'Amiens per una cifra che i media hanno quantificato in 40 milioni di corone svedesi + 15 di bonus (circa 3,8 + 1,4 milioni di euro).
Il 25 agosto 2018 Ghoddos ha bagnato l'esordio in Ligue 1 con la maglia dell'Amiens realizzando una rete nella vittoria casalinga per 4-1 contro il Reims, incontro valido per la terza giornata di campionato. Nel corso del torneo, il giocatore ha disputato complessivamente 27 partite e segnato 4 gol, tre dei quali siglati fra la terza e la nona giornata, mentre il quarto è stato siglato alla trentottesima nonché ultima giornata. La squadra ha chiuso la stagione raggiungendo la salvezza.
Il 28 agosto 2019 la FIFA si è espressa sulla controversa vicenda di mercato di un anno prima: Ghoddos e l'Östersund sono stati condannati a versare congiuntamente una somma complessiva di 4 milioni di euro nelle casse dell'Huesca, inoltre il giocatore è stato squalificato per quattro mesi e all'Östersund è stato impedito di registrare nuovi giocatori per due finestre di mercato. Successivamente, il 10 novembre 2020, il TAS di Losanna ha accolto parzialmente il ricorso della difesa, cancellando il risarcimento di 4 milioni originariamente dovuto agli spagnoli e mantenendo le altre sanzioni.
Nel frattempo Ghoddos aveva già scontato la squalifica tra l'agosto e il dicembre del 2019, tornando in campo l'11 gennaio 2020 in occasione della sconfitta per 1-2 contro il Montpellier. Dopo avere rimediato un infortunio in gennaio, è rientrato a fine febbraio, per poi realizzare la sua prima rete stagionale il 6 marzo nel 2-2 esterno contro il Marsiglia. L'Amiens è poi retrocesso in Ligue 2 al termine della stagione 2019-2020.

#### Brentford
Nel settembre del 2020 Ghoddos è stato girato in prestito annuale agli inglesi del Brentford, militanti in Championship. Nel successivo mese di gennaio, durante la finestra invernale di mercato, il Brentford lo ha acquistato a titolo definitivo facendogli firmare un contratto valido fino all'estate del 2023, con un'opzione per un'ulteriore stagione.

### Nazionale
Nel gennaio 2017 ha giocato due amichevoli non ufficiali con la maglia della nazionale svedese, disputate rispettivamente contro Costa d'Avorio e Slovacchia.
Qualche mese più tardi, nell'agosto 2017, a pochi giorni dalla doppietta che ha qualificato l'Östersund alla fase a gironi di Europa League, Ghoddos ha scelto di rappresentare la nazionale iraniana grazie al doppio passaporto.
È stato convocato per i Mondiali 2018 in Russia, in cui ha giocato tutte e 3 le partite della sua squadra (eliminata ai gironi) da subentrante.
Convocato per la Coppa d'Asia 2019 negli Emirati Arabi, realizza un gol in 6 partite al debutto nel 5-0 contro lo Yemen.

## Statistiche

### Cronologia presenze e reti in nazionale

#### Svezia
| Cronologia completa delle presenze e delle reti in nazionale ― Svezia | Cronologia completa delle presenze e delle reti in nazionale ― Svezia | Cronologia completa delle presenze e delle reti in nazionale ― Svezia | Cronologia completa delle presenze e delle reti in nazionale ― Svezia | Cronologia completa delle presenze e delle reti in nazionale ― Svezia | Cronologia completa delle presenze e delle reti in nazionale ― Svezia | Cronologia completa delle presenze e delle reti in nazionale ― Svezia | Cronologia completa delle presenze e delle reti in nazionale ― Svezia |
| Data                                                                  | Città                                                                 | In casa                                                               | Risultato                                                             | Ospiti                                                                | Competizione                                                          | Reti                                                                  | Note                                                                  |
| --------------------------------------------------------------------- | --------------------------------------------------------------------- | --------------------------------------------------------------------- | --------------------------------------------------------------------- | --------------------------------------------------------------------- | --------------------------------------------------------------------- | --------------------------------------------------------------------- | --------------------------------------------------------------------- |
| 8-1-2017                                                              | Abu Dhabi                                                             | Svezia                                                                | 1 – 2                                                                 | Costa d'Avorio                                                        | Amichevole                                                            | -                                                                     | 74’                                                                   |
| 12-1-2017                                                             | Abu Dhabi                                                             | Svezia                                                                | 6 – 0                                                                 | Slovacchia                                                            | Amichevole                                                            | 1                                                                     | 60’                                                                   |
| Totale                                                                |                                                                       | Presenze                                                              | 2                                                                     |                                                                       | Reti                                                                  | 1                                                                     |                                                                       |

#### Iran
| Cronologia completa delle presenze e delle reti in nazionale ― Iran | Cronologia completa delle presenze e delle reti in nazionale ― Iran | Cronologia completa delle presenze e delle reti in nazionale ― Iran | Cronologia completa delle presenze e delle reti in nazionale ― Iran | Cronologia completa delle presenze e delle reti in nazionale ― Iran | Cronologia completa delle presenze e delle reti in nazionale ― Iran | Cronologia completa delle presenze e delle reti in nazionale ― Iran | Cronologia completa delle presenze e delle reti in nazionale ― Iran |
| Data                                                                | Città                                                               | In casa                                                             | Risultato                                                           | Ospiti                                                              | Competizione                                                        | Reti                                                                | Note                                                                |
| ------------------------------------------------------------------- | ------------------------------------------------------------------- | ------------------------------------------------------------------- | ------------------------------------------------------------------- | ------------------------------------------------------------------- | ------------------------------------------------------------------- | ------------------------------------------------------------------- | ------------------------------------------------------------------- |
| 5-10-2017                                                           | Teheran                                                             | Iran                                                                | 2 – 0                                                               | Togo                                                                | Amichevole                                                          | -                                                                   | 63’                                                                 |
| 10-10-2017                                                          | Kazan'                                                              | Russia                                                              | 1 – 1                                                               | Iran                                                                | Amichevole                                                          | -                                                                   | 64’                                                                 |
| 9-11-2017                                                           | Graz                                                                | Iran                                                                | 2 – 1                                                               | Panama                                                              | Amichevole                                                          | 1                                                                   | 77’                                                                 |
| 13-11-2017                                                          | Nimega                                                              | Venezuela                                                           | 0 – 1                                                               | Iran                                                                | Amichevole                                                          | -                                                                   | 46’                                                                 |
| 23-3-2018                                                           | Radès                                                               | Tunisia                                                             | 1 – 0                                                               | Iran                                                                | Amichevole                                                          | -                                                                   | 46’                                                                 |
| 27-3-2018                                                           | Graz                                                                | Iran                                                                | 2 – 1                                                               | Algeria                                                             | Amichevole                                                          | -                                                                   | 79’                                                                 |
| 28-5-2018                                                           | Graz                                                                | Turchia                                                             | 2 – 1                                                               | Iran                                                                | Amichevole                                                          | -                                                                   | 59’                                                                 |
| 8-6-2018                                                            | Mosca                                                               | Iran                                                                | 1 – 0                                                               | Lituania                                                            | Amichevole                                                          | -                                                                   |                                                                     |
| 15-6-2018                                                           | San Pietroburgo                                                     | Marocco                                                             | 0 – 1                                                               | Iran                                                                | Mondiali 2018 - 1º turno                                            | -                                                                   | 84’                                                                 |
| 20-6-2018                                                           | Kazan'                                                              | Iran                                                                | 0 – 1                                                               | Spagna                                                              | Mondiali 2018 - 1º turno                                            | -                                                                   | 86’                                                                 |
| 25-6-2018                                                           | Saransk                                                             | Iran                                                                | 1 – 1                                                               | Portogallo                                                          | Mondiali 2018 - 1º turno                                            | -                                                                   | 70’                                                                 |
| 11-9-2018                                                           | Tashkent                                                            | Uzbekistan                                                          | 0 – 1                                                               | Iran                                                                | Amichevole                                                          | -                                                                   | 46’                                                                 |
| 16-10-2018                                                          | Teheran                                                             | Iran                                                                | 2 – 1                                                               | Bolivia                                                             | Amichevole                                                          | -                                                                   | 46’                                                                 |
| 20-11-2018                                                          | Doha                                                                | Iran                                                                | 1 – 1                                                               | Venezuela                                                           | Amichevole                                                          | -                                                                   | 73’                                                                 |
| 31-12-2018                                                          | Doha                                                                | Qatar                                                               | 1 – 2                                                               | Iran                                                                | Amichevole                                                          | -                                                                   | 67’                                                                 |
| 7-1-2019                                                            | Abu Dhabi                                                           | Iran                                                                | 5 – 0                                                               | Yemen                                                               | Coppa d'Asia 2019 - 1º turno                                        | 1                                                                   | 60’                                                                 |
| 12-1-2019                                                           | Abu Dhabi                                                           | Vietnam                                                             | 0 – 2                                                               | Iran                                                                | Coppa d'Asia 2019 - 1º turno                                        | -                                                                   |                                                                     |
| 16-1-2019                                                           | Dubai                                                               | Iran                                                                | 0 – 0                                                               | Iraq                                                                | Coppa d'Asia 2019 - 1º turno                                        | -                                                                   | 39’ 75’                                                             |
| 20-1-2019                                                           | Abu Dhabi                                                           | Iran                                                                | 2 – 0                                                               | Oman                                                                | Coppa d'Asia 2019 - Ottavi di finale                                | -                                                                   | 78’                                                                 |
| 24-1-2019                                                           | Abu Dhabi                                                           | Cina                                                                | 0 – 3                                                               | Iran                                                                | Coppa d'Asia 2019 - Quarti di finale                                | -                                                                   | 68’                                                                 |
| 28-1-2019                                                           | al-'Ayn                                                             | Iran                                                                | 0 – 3                                                               | Giappone                                                            | Coppa d'Asia 2019 - Semifinale                                      | -                                                                   | 71’                                                                 |
| 8-10-2020                                                           | Tashkent                                                            | Uzbekistan                                                          | 1 – 2                                                               | Iran                                                                | Amichevole                                                          | -                                                                   | 75’                                                                 |
| 3-6-2021                                                            | Arad                                                                | Iran                                                                | 3 – 1                                                               | Hong Kong                                                           | Qual. Mondiali 2022                                                 | -                                                                   | 58’                                                                 |
| 3-6-2021                                                            | Arad                                                                | Iran                                                                | 3 – 1                                                               | Hong Kong                                                           | Qual. Mondiali 2022                                                 | -                                                                   |                                                                     |
| 7-6-2021                                                            | Riffa                                                               | Bahrein                                                             | 0 – 3                                                               | Iran                                                                | Qual. Mondiali 2022                                                 | -                                                                   | 46’                                                                 |
| 15-6-2021                                                           | Arad                                                                | Iran                                                                | 1 – 0                                                               | Iraq                                                                | Qual. Mondiali 2022                                                 | -                                                                   | 78’                                                                 |
| 2-9-2021                                                            | Tehran                                                              | Iran                                                                | 1 – 0                                                               | Siria                                                               | Qual. Mondiali 2022                                                 | -                                                                   | 46’                                                                 |
| 7-9-2021                                                            | Doha                                                                | Iraq                                                                | 0 – 3                                                               | Iran                                                                | Qual. Mondiali 2022                                                 | -                                                                   | 58’                                                                 |
| 11-11-2021                                                          | Sidone                                                              | Libano                                                              | 1 – 2                                                               | Iran                                                                | Qual. Mondiali 2022                                                 | -                                                                   | 49’ 60’                                                             |
| 27-1-2022                                                           | Teheran                                                             | Iran                                                                | 1 – 0                                                               | Iraq                                                                | Qual. Mondiali 2022                                                 | -                                                                   | 78’                                                                 |
| 1-2-2022                                                            | Teheran                                                             | Iran                                                                | 1 – 0                                                               | Emirati Arabi Uniti                                                 | Qual. Mondiali 2022                                                 | -                                                                   | 59’                                                                 |
| 23-9-2022                                                           | Sankt Pölten                                                        | Uruguay                                                             | 0 – 1                                                               | Iran                                                                | Amichevole                                                          | -                                                                   | 85’                                                                 |
| 27-9-2022                                                           | Maria Enzersdorf                                                    | Iran                                                                | 1 – 1                                                               | Senegal                                                             | Amichevole                                                          | -                                                                   | 46’ 84’                                                             |
| 29-11-2022                                                          | Doha                                                                | Iran                                                                | 0 – 1                                                               | Stati Uniti                                                         | Mondiali 2022 - 1º turno                                            | -                                                                   | 46’                                                                 |
| 7-9-2023                                                            | Plovdiv                                                             | Bulgaria                                                            | 0 – 1                                                               | Iran                                                                | Amichevole                                                          | -                                                                   | 57’                                                                 |
| 12-9-2023                                                           | Teheran                                                             | Iran                                                                | 4 – 0                                                               | Angola                                                              | Amichevole                                                          | -                                                                   | 66’                                                                 |
| 13-10-2023                                                          | Amman                                                               | Giordania                                                           | 1 – 3                                                               | Iran                                                                | Amichevole                                                          | -                                                                   | 67’                                                                 |
| 17-10-2023                                                          | Amman                                                               | Iran                                                                | 4 – 0                                                               | Qatar                                                               | Amichevole                                                          | -                                                                   | 86’                                                                 |
| 16-11-2023                                                          | Teheran                                                             | Iran                                                                | 4 – 0                                                               | Hong Kong                                                           | Qual. Mondiali 2026                                                 | -                                                                   | 70’                                                                 |
| 21-11-2023                                                          | Tashkent                                                            | Uzbekistan                                                          | 2 – 2                                                               | Iran                                                                | Qual. Mondiali 2026                                                 | -                                                                   | 44’                                                                 |
| 5-1-2024                                                            | Kish Island                                                         | Iran                                                                | 2 – 1                                                               | Burkina Faso                                                        | Amichevole                                                          | -                                                                   | 46’                                                                 |
| 9-1-2024                                                            | Al Rayyan                                                           | Iran                                                                | 5 – 0                                                               | Indonesia                                                           | Amichevole                                                          | 1                                                                   | 46’                                                                 |
| 14-1-2024                                                           | Al Rayyan                                                           | Iran                                                                | 4 – 1                                                               | Palestina                                                           | Coppa d'Asia 2023 - 1º turno                                        | -                                                                   | 90’                                                                 |
| 19-1-2024                                                           | Al Rayyan                                                           | Hong Kong                                                           | 0 – 1                                                               | Iran                                                                | Coppa d'Asia 2023 - 1º turno                                        | -                                                                   |                                                                     |
| 23-1-2024                                                           | Al Rayyan                                                           | Iran                                                                | 2 – 1                                                               | Emirati Arabi Uniti                                                 | Coppa d'Asia 2023 - 1º turno                                        | -                                                                   | 67’                                                                 |
| 31-1-2024                                                           | Doha                                                                | Iran                                                                | 1 – 1 dts (5 – 3 dtr)                                               | Siria                                                               | Coppa d'Asia 2023 - Ottavi di finale                                | -                                                                   | 63’                                                                 |
| 3-2-2024                                                            | Al Rayyan                                                           | Iran                                                                | 2 – 1                                                               | Giappone                                                            | Coppa d'Asia 2023 - Quarti di finale                                | -                                                                   | 90+8’                                                               |
| 7-2-2024                                                            | Doha                                                                | Iran                                                                | 2 – 3                                                               | Qatar                                                               | Coppa d'Asia 2023 - Semifinale                                      | -                                                                   |                                                                     |
| 21-3-2024                                                           | Tehran                                                              | Iran                                                                | 5 – 0                                                               | Turkmenistan                                                        | Qual. Mondiali 2026                                                 | -                                                                   | 70’                                                                 |
| 26-3-2024                                                           | Ashgabat                                                            | Turkmenistan                                                        | 0 – 1                                                               | Iran                                                                | Qual. Mondiali 2026                                                 | -                                                                   |                                                                     |
| 6-6-2024                                                            | Hong Kong                                                           | Hong Kong                                                           | 2 – 4                                                               | Iran                                                                | Qual. Mondiali 2026                                                 | -                                                                   | 77’                                                                 |
| 11-6-2024                                                           | Teheran                                                             | Iran                                                                | 0 – 0                                                               | Uzbekistan                                                          | Qual. Mondiali 2026                                                 | -                                                                   | 88’                                                                 |
| 5-9-2024                                                            | Fulad Shahr                                                         | Iran                                                                | 1 – 0                                                               | Kirghizistan                                                        | Qual. Mondiali 2026                                                 | -                                                                   | 66’                                                                 |
| 10-9-2024                                                           | al-'Ayn                                                             | Emirati Arabi Uniti                                                 | 0 – 1                                                               | Iran                                                                | Qual. Mondiali 2026                                                 | -                                                                   | 57’                                                                 |
| 10-10-2024                                                          | Tashkent                                                            | Uzbekistan                                                          | 0 – 0                                                               | Iran                                                                | Qual. Mondiali 2026                                                 | -                                                                   | 66’ 71’                                                             |
| 20-3-2025                                                           | Tehran                                                              | Iran                                                                | 2 – 0                                                               | Emirati Arabi Uniti                                                 | Qual. Mondiali 2026                                                 | -                                                                   | 76’                                                                 |
| 25-3-2025                                                           | Teheran                                                             | Iran                                                                | 2 – 2                                                               | Uzbekistan                                                          | Qual. Mondiali 2026                                                 | -                                                                   |                                                                     |
| 5-6-2025                                                            | Doha                                                                | Qatar                                                               | 1 – 0                                                               | Iran                                                                | Qual. Mondiali 2026                                                 | -                                                                   | 46’                                                                 |
| 10-6-2025                                                           | Teheran                                                             | Iran                                                                | 3 – 0                                                               | Corea del Nord                                                      | Qual. Mondiali 2026                                                 | -                                                                   |                                                                     |
| Totale                                                              |                                                                     | Presenze                                                            | 59                                                                  |                                                                     | Reti                                                                | 3                                                                   |                                                                     |

## Palmarès

### Club

#### Competizioni nazionali
- Coppa di Svezia: 1

Östersund: 2016-2017